# Korean Register of Shipping
O Registo Coreano de Navegação (em inglês, Korean Register of Shipping, KRS) é uma  sociedade classificadora sem fins lucrativos fundada na Coreia do Sul, oferecendo a verificação e a certificação de serviços para navios e estruturas marítimas em termos de design, construção e manutenção. Fundada em 1960, a sociedade emprega 889 pessoas, com sua sede localizada em Busan e tem 59 escritórios ao redor do mundo.